# Tekleanivka, Radomîșl
Tekleanivka (în ucraineană Теклянівка) este un sat în comuna Zankî din raionul Radomîșl, regiunea Jîtomîr, Ucraina.

## Demografie
Componența lingvistică a localității Tekleanivka
     Ucraineană (100%)
Conform recensământului din 2001, toată populația localității Tekleanivka era vorbitoare de ucraineană (100%).